# Robustichthys luopingensis
Robustichthys luopingensis è un pesce osseo estinto, appartenente agli ionoscopiformi. Visse nel Triassico medio (Anisico, circa 244 - 243 milioni di anni fa) e i suoi resti fossili sono stati ritrovati in Cina.

## Descrizione
Questo pesce era lungo circa 15 - 20 centimetri e possedeva un corpo affusolato e robusto (da qui il nome scientifico, Robustichthys). Come tutti gli ionoscopiformi, Robustichthys possedeva un canale sensoriale nella mascella, l'ultimo osso infraorbitale con un margine inferiore inclinato all'indietro e una flangia innerorbitale del dermosfenotico dotata di un canale sensorio infraorbitale. 
Robustichthys si distingueva dagli altri ionoscopiformi per una combinazione di caratteristiche che includevano la presenza di due sopraorbitali rettangolari, il margine posteriore della pinna caudale leggermente concavo, il secondo infraorbitale con una porzione triangolare che si articolava con l'osso lacrimale, un grande processo superiore triangolare della mascella, la quale aveva un margine posteriore quasi dritto. Erano presenti dieci raggi branchiostegali, quattro postcleitri, circa dieci raggi della pinna anale, 26-29 raggi principali della pinna caudale, 21-23 raggi della pinna dorsale.

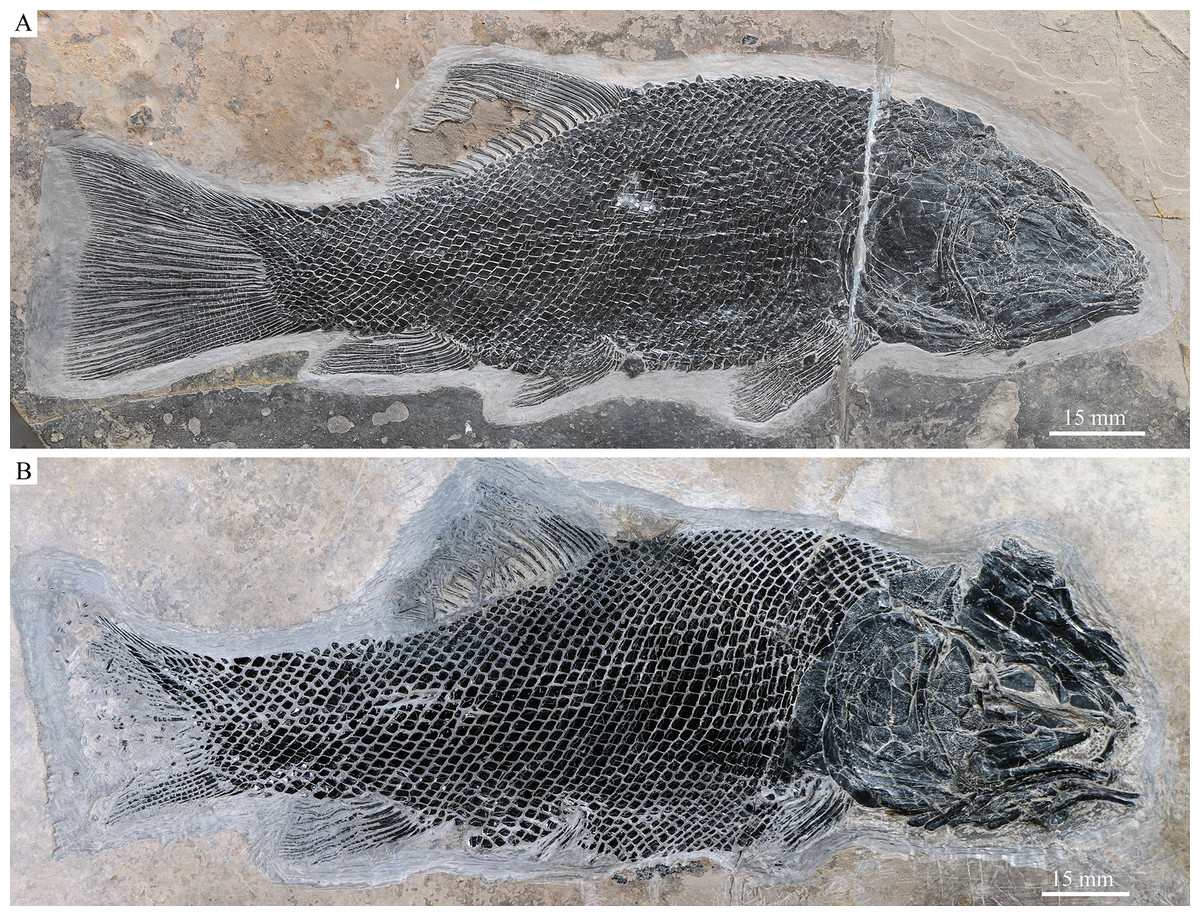
Fossili di Robustichthys luopingensis

## Classificazione
Robustichthys è considerato uno dei più antichi ionoscopiformi, un gruppo di pesci alecomorfi imparentati con gli amiiformi e tipici dell'Era Mesozoica. In particolare, un'analisi cladistica indica che Robustichtys potrebbe essere anche uno degli ionoscopiformi più arcaici. Un altro ionoscopiforme asiatico del Triassico medio è Asialepidotus.
Robustichthys luopingensis venne descritto per la prima volta nel 2013, sulla base di resti fossili ritrovati nella formazione Guanling nei pressi di Luoping (Yunnan, Cina).